# Julidagen

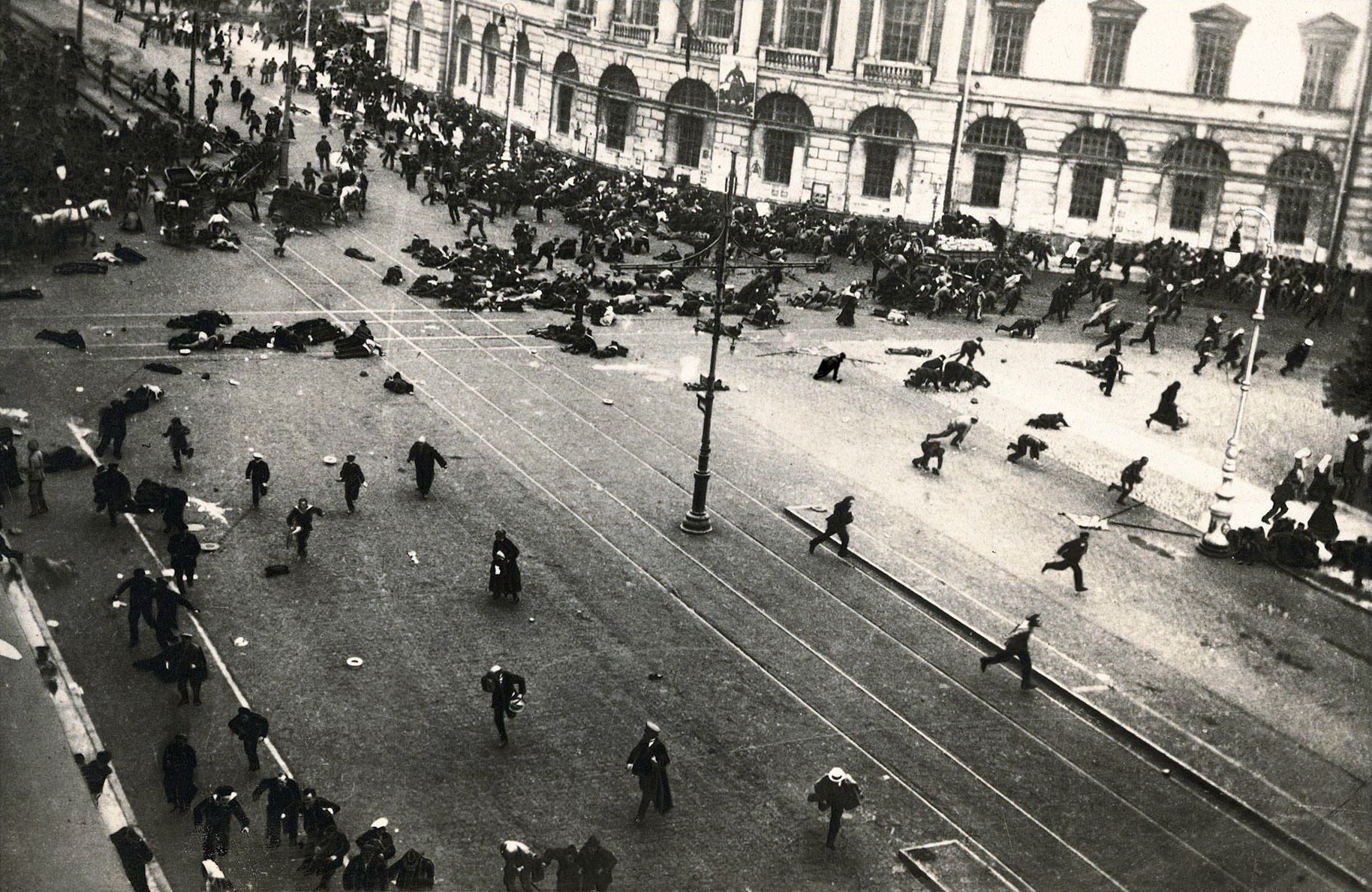
Demonstranten vluchtten weg nadat zij beschoten zijn. 4 juli 1917 o.s.

De term julidagen verwijst naar de gewapende opstand door bolsjewistische communisten in Petrograd van 3 tot en met 7 juli 1917 volgens de juliaanse kalender, die toentertijd gangbaar was in Rusland. Volgens de gregoriaanse kalender verliep de opstand van 16 tot en met 20 juli 1917. De nationale bolsjewistische leiding was aanvankelijk tegen de opstand, maar koos er later voor om de opstand te steunen. De data in de rest van dit artikel zijn in de oude juliaanse kalender.

## Gebeurtenissen
In Petrograd hadden de bolsjewieken hun machtsbasis in de wijk Vyborg. De bolsjewieken waren populair binnen het Eerste Machinegeweerregiment met 10.000 manschappen. Op 20 juni kreeg het regiment het bevel om 500 machinegeweren met de benodigde schutters te sturen naar het front om het Kerenski-offensief te ondersteunen. De soldaten zagen dit als een voorwendsel om radicale soldaten weg te sturen uit Petrograd. De bolsjewieken in het regiment moedigden het idee van een gewelddadige opstand aan en begonnen plannen te maken voor het innemen van Petrograd. De plannen van de bolsjewieken in het regiment gingen in tegen de wil van het bolsjewistische partijbestuur. De nationale leiding van de bolsjewieken vond dat de tijd nog niet rijp was voor een machtsovername, want de bolsjewieken waren nog niet populair buiten Moskou en Petrograd. Deze mening werd door Vladimir Lenin geuit op een conferentie op 20 juni.
Op 29 juni ging Lenin naar grootvorstendom Finland om uit te rusten in een datsja van een vriend. De bolsjewieken in het Eerste Machinegeweerregiment trokken hun eigen plan zonder rekening te houden met de nationale leiding. Bolsjewistische agitators riepen het Eerste Machinegeweerregiment op om op 3 juli de straat op te gaan met wapens. De soldaten gingen die middag de straat op en gooiden trams om. De meeste demonstranten trokken op naar het Taurische Paleis. Het bolsjewistische bestuur had tot toen opgeroepen tot kalmte, maar ze besloten om op te roepen tot nieuwe demonstraties op 4 juli. De bolsjewistische krant Pravda werd aangepast, waarbij het aanvankelijke artikel dat opriep tot kalmte werd vervangen door een oproep voor demonstraties. Het bestuur stuurde iemand naar Finland om Lenin terug te halen naar Petrograd.
Op 4 juli kwamen 20.000 gewapende matrozen uit Kronstadt aan in Petrograd om de opstand te steunen. De meeste matrozen trokken op naar het bolsjewistische hoofdkwartier. Ze kwamen samen onder het balkon van het hoofdkwartier met de verwachting van een toespraak van Lenin. In eerste instantie wilde Lenin niet spreken, omdat hij niet wist wat te zeggen. De aanwezige bolsjewistische leiders haalden Lenin over om toch iets te zeggen tegen de samengekomen opstandelingen. Toen hield Lenin een toespraakje dat enkele seconden duurde. Uit dit toespraakje werd niet eens duidelijk of Lenin vond dat de opstand voortgezet diende te worden. Teleurgesteld vanwege het uitblijven van een bevel van Lenin gingen de matrozen naar het Taurische Paleis om zich te voegen bij duizenden gewapende demonstranten. Deze stoet werd onder vuur genomen, waarbij tientallen demonstranten om het leven kwamen. Veel demonstranten vluchtten en gooiden hun wapens weg. Na de schietpartijen begonnen sommige demonstranten winkels te plunderen.
Ongeveer 50.000 gewapende mannen waren verzameld bij het Taurische Paleis, waar de Petrogradse Sovjet diens zetel had. Rond vijf uur ’s middags was er een stortbui en veel mensen verlieten de demonstratie. Een deel van de matrozen braken in in het paleis en eisten dat ze een socialistische minister zouden spreken. De sociaal-revolutionaire minister en sovjetlid Viktor Tsjernov ging naar hen toe en werd toegeschreeuwd door de matrozen: “Grijp de macht dan, klootzak, wanneer je de kans hebt!” Tsjernov werd naar buiten getrokken door de matrozen en werd in een open wagen geplaatst. Leon Trotski liep naar de wagen toe en eiste dat Tsjernov vrij werd gelaten. De matrozen lieten hem vrij. De demonstranten eisten dat de sovjets alle macht zouden krijgen, maar de Petrogradse Sovjet weigerde om de macht te grijpen. De mensjewiek Irakli Tsereteli zei: “De beslissing van de revolutionaire democratie laat zich niet dwingen door bajonetten.”
Lokale bolsjewieken hadden het plan om het 176e regiment van Krasnoje Selo te sturen naar de zetel van de Petrogradse Sovjet. Het regiment werd opgetrommeld om “de revolutie te verdedigen”, maar de soldaten wisten voor de rest niet waarom ze naar het Taurische Paleis waren gestuurd. Bij aankomst vroegen ze om iemand van de Petrogradse Sovjet te spreken. De mensjewiek Fyodor Dan kwam naar hen toe. Hij wist niet waarvoor het regiment was gekomen, maar hij gaf hen de opdracht om wachtposten op te stellen om de Sovjet tegen gewapende demonstranten te beschermen. Het regiment was erop uitgestuurd om tegen de Sovjet te strijden voor de bolsjewieken, maar uiteindelijk werden zij de beschermers van de Sovjet tegen de bolsjewieken.
Tweeduizend matrozen uit Kronstadt bezetten op 4 juli de Petrus-en-Paulusvesting en verlieten de vesting de volgende dag in ruil voor een vrije aftocht.
Op 5 juli kwamen loyalistische troepen aan om de Petrogradse Sovjet en de Voorlopige Regering te steunen. Lenin publiceerde op die dag een artikel in Pravda waarin hij opriep tot de beëindiging van de demonstraties. Op dezelfde dag verschenen artikelen in kranten waarin de bolsjewieken werden afgeschilderd als Duitse agenten. De Duitse regering financierde de bolsjewistische partij – wat al bekend was bij de Voorlopige Regering in april – maar het geld uit Duitsland was relatief klein ten opzichte van andere inkomsten. Er is geen enkel bewijs voor dat de bolsjewieken hun plannen afstemden met de Duitse regering.
Op 6 juli werden 800 bolsjewieken en opstandelingen opgepakt. Lenin vluchtte naar Finland. Uit angst voor de rechtse partijen werd door de sovjetleiders en de socialisten in de Voorlopige Regering besloten om de bolsjewieken niet te vervolgen. Op 6 juli trad de liberaal Georgi Lvov af als minister-president van de Voorlopige Regering en werd opgevolgd door de socialist Aleksandr Kerenski. De beslissing voor deze machtswisseling was al genomen voor de julidagen. In de nieuwe regering was er een meerderheid van negen socialistische ministers.